# Helicella gasulli
Helicella gasulli é uma espécie de gastrópode  da família Hygromiidae.
É endémica de Espanha.